# Villa d’Este (Cernobbio)

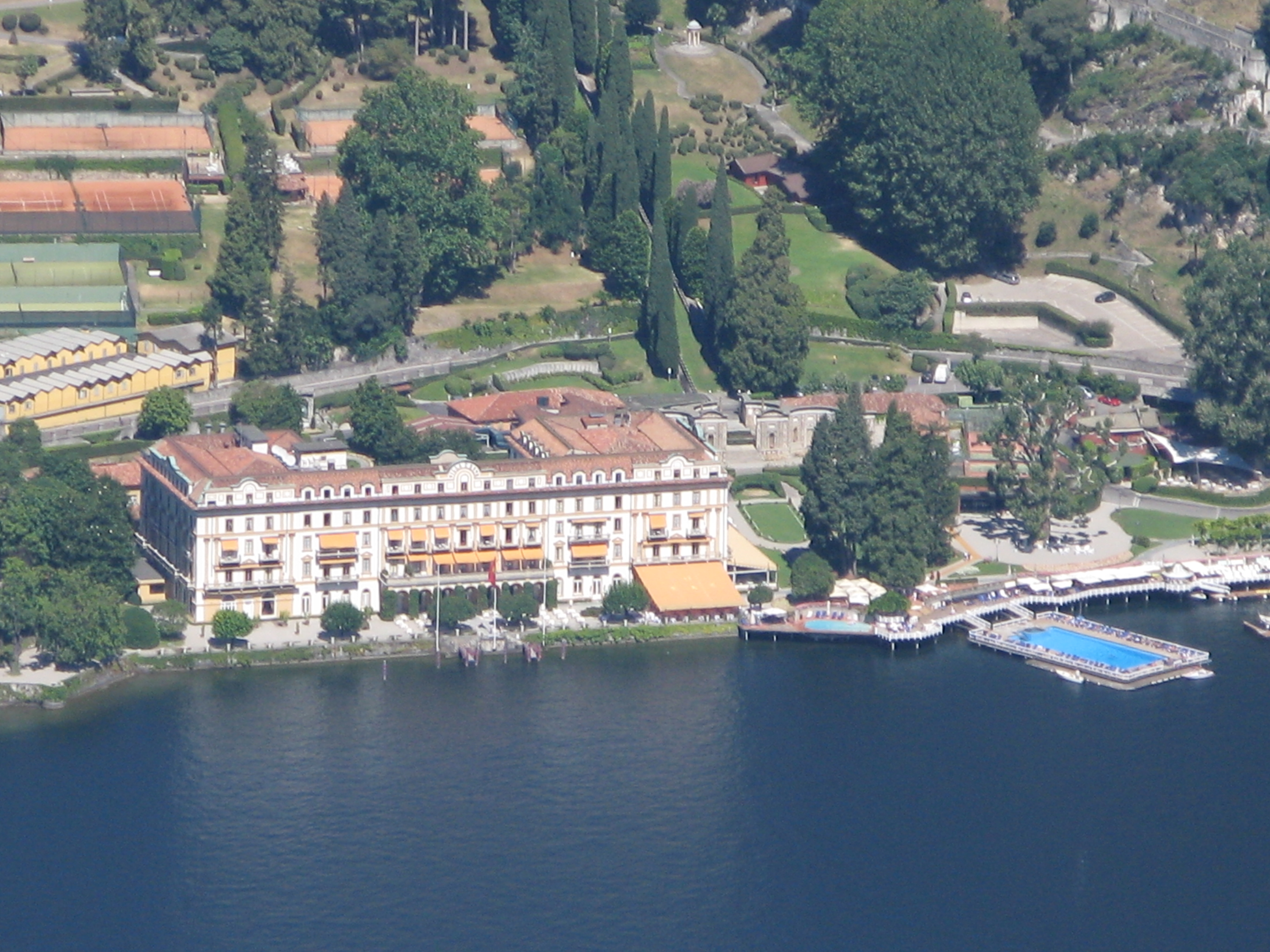
Villa d’Este in Cernobbio am Comer See

Die Villa d’Este (ursprünglicher Name Villa del Garovo) ist eine herrschaftliche Renaissance-Residenz am Westufer des Comer Sees in der italienischen Gemeinde Cernobbio. Die Villa und der Park von 25 Hektar, obschon im Lauf der Zeit wesentlich verändert, bewahren
einen guten Eindruck der ursprünglichen Anlage, als die Villa noch Sommerresidenz des Kardinals von Como war. Im Jahr 1873 wurde der Gebäudekomplex in ein Luxushotel umgewandelt.

## Geschichte
Der Bischof von Como Gerardo Landriani ließ im Jahr 1442 ein direkt am Bach Garovo gelegenes Nonnenkloster errichten. Aus notariellen Urkunden geht hervor, dass im Jahre 1557 die Brüder Marco und Tolomeo Gallio ein Grundstück mit Gebäuden (vermutlich dem Kloster Sant' Andrea) von Giovan Antonio Benzi im Ortsteil Garovo erwarben. Später beauftragte Kardinal Tolomeo Gallio den renommierten Maler und Architekten Pellegrino Tibaldi, eine Residenz für seinen persönlichen Gebrauch zu errichten. Die Villa del Garovo wurde zusammen mit den prachtvollen Gärten in den Jahren 1565 bis 1570 erbaut und während der Kardinal dort lebte, wurde die Villa zum Feriendomizil für Politiker, Intellektuelle und Geistliche. Nach Gallios Tod blieb die Villa im Besitz seiner Familie, wurde jedoch während vieler Jahre nicht instand gehalten. In den Jahren 1749 bis 1769 wurde die Villa von den Jesuiten als Zentrum für spirituelle Exerzitien genutzt. Danach wurde sie zunächst vom Grafen Mario Odescalchi erworben, der sie 1778 an einen Grafen Marliani weiter veräußerte. 1784 wechselte das Anwesen in den Besitz der Mailänder Familie Calderara, die es einer umfassenden Restaurierung unterzog. Es wurde ein neuer Garten im italienischen Stil („all’italiana“) angelegt und in ihm ein Nymphäum erbaut. Ausgehend vom Nymphäum steigt die Viale dell’Ercole (oder auch Viale di Ercole) auf, eine von Zypressen und Wasserkaskaden gesäumte Allee, die zu einer Figurengruppe aus dem 18. Jahrhundert führt; diese zeigt Herkules, wie er Lichas ins Meer schleudert.
Nach dem Duell-Tod von Marchese Bartolomeo Calderara heiratete seine Witwe Victoria Peluso am 25. Juni 1808 den napoleonischen General Graf Domenico Pino. Unter ihrem Künstlernamen „La Pelusina“ war sie einst eine berühmte Ballerina an der Mailänder Scala. Sie ließ ihm zu Ehren im Garten eine kleine Festungsanlage mit Türmchen errichten. Aufgrund der immensen Spielschulden und der Verschwendungssucht ihrer Ehemänner sah sie sich im Jahre 1815 gezwungen, das Anwesen zu verkaufen.

### 1815–1873
Die Villa war von 1815 bis 1820 Wohnsitz von Caroline von Braunschweig-Wolfenbüttel, der Princess of Wales, die mit dem späteren König von England Georg IV. unglücklich verheiratet war und von ihm getrennt lebte. Bei der notariellen Beurkundung am 17. Juli 1815 ließ sie sich durch Alessandro Volta vertreten. Die Villa wurde von ihr in Nuova Villa d’Este (Neue Villa d’Este) umbenannt, in Anspielung auf die berühmte Villa d’Este in Tivoli, und der Park völlig neu im englischen Stil umgestaltet. Obwohl der Name dies zunächst vordergründig vermuten ließe, besteht kein direkter Bezug zu der Familie Este, einem der ältesten Adelsgeschlechter Italiens.
Die Villa wurde 1820 von den Fürsten Torlonia erworben; sie hatten im Jahr 1825 den österreichischen Kaiser Franz I. hier zu Gast. Im Jahr 1829 wurde das Anwesen an den Prinzen Domenico Orsini veräußert, der es wiederum 1834 an Baron Ippolito Ciani aus Mailand verkaufte. 1860 organisierte der neue Besitzer ein Kostümfest für Patrioten, die aus der ganzen Welt nach Italien heimgekehrt waren. Die Villa wurde ab 1868 für zwei Jahre als Residenz an Dagmar von Dänemark, der russischen Großfürstin und späteren Zarin Maria Fedorowna, vermietet.

### Umbau zum Hotel
Schließlich wurde die Villa im Jahr 1873 zu einem Luxushotel umgebaut, wo sich fortan der europäische Adel und das reiche Bürgertum trafen. Im Jahr 1925 drehte Alfred Hitchcock im Hotel seinen Film Irrgarten der Leidenschaft.
Gegen Ende des Zweiten Weltkrieges versteckte sich Herbert von Karajan mit Hilfe des Generalbevollmächtigten für Italien Hans Leyers in der Villa d’Este, „um einem Einberufungsbefehl zu der Kampfpropagandatruppe ‚Südstern‘ zu entgehen“.
In der Zeit nach dem Zweiten Weltkrieg wurde das Nobelhotel wieder zum Treffpunkt der mondänen Gesellschaft und war Schauplatz des berühmten Kriminalfalls Bellentani, der größte Resonanz in der zeitgenössischen Presse fand. Die Gräfin Pia Bellentani erschoss am 15. September 1948 ihren Geliebten Graf Carlo Sacchi, wurde für unzurechnungsfähig erklärt und zu zehn Jahren Haft verurteilt.

## Gegenwart
Das Grand Hotel Villa d’Este ist heute ein Luxushotel und Ort für hochrangige Veranstaltungen. In den Jahren 1965 und 1987 tagte hier die Bilderberg-Konferenz und seit dem Jahr 1975 findet jährlich im Hotel der Ambrosetti Workshop statt, jeweils Treffen von Vertretern der Politik, der internationalen Finanzwelt und der Industrie. 
Der Film Irrgarten der Leidenschaft von Alfred Hitchcock aus dem Jahr 1925 wurde auf dem Gelände des Hotels gefilmt.  
Am 1. September 1929, kurz vor der Weltwirtschaftskrise, wurde in den Gärten der Villa zum ersten Mal ein Wettbewerb für die interessantesten Neuentwicklungen im Automobil-Sektor veranstaltet. Der Concorso d’Eleganza Villa d’Este geht auf eine gemeinsame Initiative des Automobilclubs von Como, des Grand Hotel Villa d’Este und des Comitato di Cura di Como zurück. Heute hat sich die Veranstaltung zu einem der bedeutendsten Oldtimertreffen entwickelt, das seit dem Jahr 2000 unter der Schirmherrschaft der BMW Group Classic jährlich im Frühjahr veranstaltet wird. 
Das Hotel wurde in der Ausgabe 6/2009 des US-Reisemagazins Forbes Traveler zum besten Hotel der Welt gewählt.